# Завод діоксиду титану в Янбу
Завод діоксиду титану в Янбу – підприємство хімічної промисловості, яке працює на західному узбережжі Саудівської Аравії. 
Завод, який почав роботу в 1991 році, первісно мав річну потужність на рівні 70 тисяч тон діоксиду титана. В 2002-му цей показник збільшили до 100 тисяч тон, а в подальшому довели до 200 тисяч тон. 
Як сировину підприємство первісно споживало імпортований рутиловий концентрат. На початку 2020-х стало моживим використовувати титановий шлак, випуск якого почався південніше по узбережжю в Джизані.
Проект реалізувала саудійська National Titanium Dioxide Company Ltd (Cristal), яка в 2019-му продала його американській  Tronox.
Продукція підприємства переважно експортується. Втім, з 2019-го розпочались поставки тетрахлориду титана на запущений в Янбу завод титанової губки річною потужністю 15600 тон, який належить Advanced Metal Industries Cluster (структура, підконтрольна Cristal та її материнській компанії Tasnee) та японській Toho Titanium.